# Giorgio Enrico Falck
Giorgio Enrico Falck (Dongo, 12 maggio 1866 – Sanremo, 12 gennaio 1947) è stato un imprenditore e politico italiano.
Nel 1906 fu il fondatore della Società anonima "Acciaierie e Ferriere Lombarde Falck", ottenendo nel 1910 la laurea honoris causa in ingegneria dal Politecnico di Milano.
Il 2 giugno 1934 fu nominato senatore e rimase in carica fino al deferimento avvenuto il 7 agosto 1944 con l'imputazione di essere responsabile di aver mantenuto il fascismo e resa possibile la guerra con il suo operato.

## Biografia

### I primi anni e la formazione
Giorgio Enrico Falck nacque il 12 maggio 1866 a Dongo (Como), figlio di Enrico (di origini alsaziane) e Irene Rubini. Il padre, dopo un lungo apprendistato che lo aveva portato poi a ricoprire la carica di direttore della ferriera "Rubini e Scalini" di Dongo, nel 1873 aveva dato il via con altri due soci, Bolis e Redaelli, al "Laminatoio di Malavedo". Rimasto orfano del padre a soli dodici anni, Giorgio Enrico continuò la sua educazione grazie al sostegno della madre e dello zio, Giulio Rubini (futuro ministro), mentre suo nonno Georges Henri Falck preferì fare ritorno in Alsazia. Compì gli studi elementari a Lecco per poi passare all'Istituto tecnico-commerciale Hugentobler di Bergamo ove apprese anche la lingua tedesca, iniziando contemporaneamente un periodo di apprendistato presso la ditta siderurgica Ferrari di Como. Continuò i propri studi trasferendosi nel 1882 a Zurigo per frequentare la Technische Hochschule, ma pur essendosi iscritto preferì proseguire la propria carriera di apprendistato in Germania facendo visita a vari giacimenti nel bacino della Ruhr, lavorando a Dortmund (1884-1885), a Plettenberg (1885) e poi a Colonia ove rimase sino al 1886. Seguì dei corsi di tecniche commerciali presso lo studio milanese "Figli di Ippolito Sigurtà".
Per conto dei fratelli Redaelli, che detenevano la quota maggioritaria dell'azienda, Giorgio Enrico si preoccupò della creazione di una nuova trafileria a Gardone Val Trompia che risultò pienamente operativo e produttivo in breve tempo, fruttando al giovane la carica di direttore del laminatoio di Malavedo e poi quella di procuratore generale della società. Fu in questo frangente, anche a causa della situazione nazionale di generale depressione nel settore siderurgico, che Falck comprese come ormai gli impianti del suo genere dovevano distaccarsi dalle località montane dove originariamente erano stati fondati per la vicinanza coi materiali di consumo per la produzione, ma che essendo scarsi, ora negavano a questi stessi stabilimenti l'espansione e la modernizzazione di cui abbisognavano. Per Falck la soluzione era da ricercare nella vicinanza delle aziende ai centri commerciali di maggior rilievo, e quindi nella Pianura Padana. Giorgio Enrico convinse quindi i Redaelli ad acquistare la ferriera di Rogoredo non lontano da Milano, che dopo diversi cambi di proprietà, era fallita dopo pochi anni dalla sua fondazione. Falck venne nominato direttore del nuovo impianto milanese, occupandosi del riammodernamento interno della struttura con la costruzione di due forni Siemens-Martin che utilizzavano ghisa mista rottami di diverse qualità per la produzione di lingotti d'acciaio.
Nel 1902, infine, il laminatoio di Malavedo venne definitivamente trasferito a Rogoredo.
Sul piano personale, nel frattempo, Giorgio Enrico si era sposato nel 1898 con Irene Bertarelli, dalla quale erano nati quattro figli: tre maschi, Enrico, Giovanni e Bruno, che succedettero poi a lui nella conduzione dell'azienda da lui fondata, ed una femmina, Giulia.

### La fondazione della Società anonima "Acciaierie e Ferriere Lombarde"

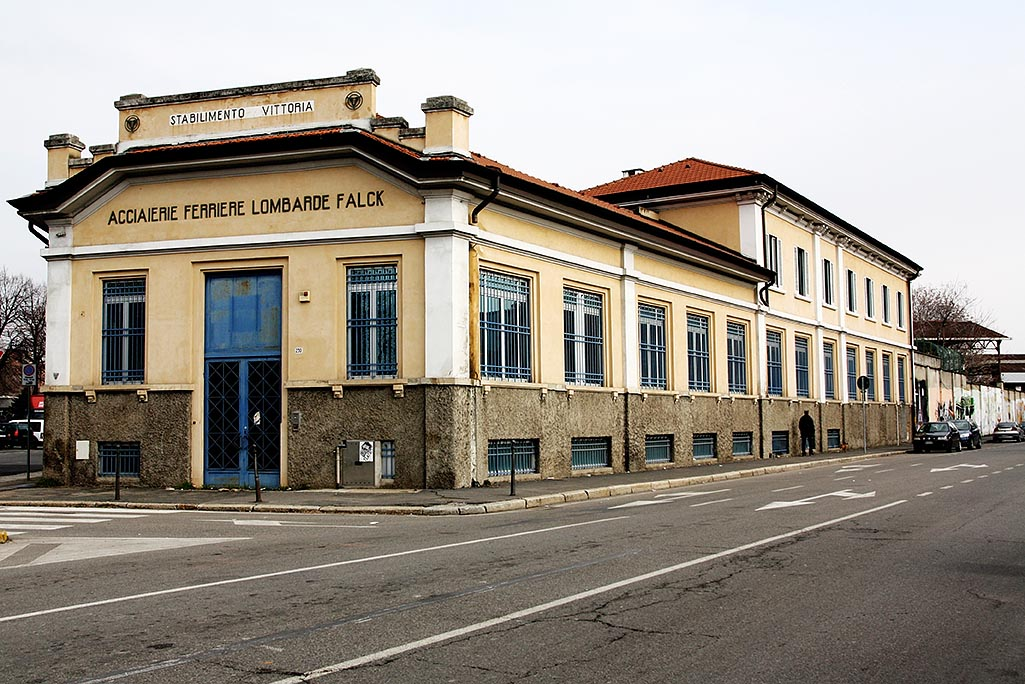
Lo stabilimento "Vittoria" della Falck, costruito da Giorgio Enrico come filiazione della ditta centrale a Sesto San Giovanni.

Sostenuto dai cugini e dallo zio Giulio Rubini oltre che da altri soci, Falck fondò il 26 gennaio 1906 la Società anonima "Acciaierie e Ferriere Lombarde" di cui però non assunse la carica di presidente, conservando quella di vice, lasciando la direzione al socio Angelo Migliavacca. Per espandere le nuove attività, Falck decise di costruire una nuova sede a Sesto San Giovanni, una località presso Milano che vantava non pochi benefici: innanzitutto il paese era sufficientemente vicino a Milano (che si presentava il principale centro di consumo del prodotto finito della regione), era attraversato dalla ferrovia internazionale che consentiva il collegamento diretto con Francia, Belgio e Lussemburgo (i principali centri di estrazione mineraria dei materiali di lavorazione della siderurgia) e godeva di una buona accessibilità per la mano d'opera. La nuova acciaieria venne dotata di quattro forni Siemens-Martin ed iniziò anche la produzione di binari per ferrovia.
Falck, tra il 1901 ed il 1912, fu anche presidente della Camera di Commercio di Lecco e riuscì nel 1914 a costituire l'Associazione degli Industriali Metallurgici Italiani, fondando e patrocinando nel 1909 anche la creazione della rivista "La metallurgia italiana" ancora oggi esistente. Nel 1910 fu vicepresidente del Congresso Milanese degli Esportatori in Oriente, ottenendo in quello stesso anno la nomina a Cavaliere del Lavoro. Nel 1911 venne eletto vicepresidente onorario del British iron and steel Institute che lo qualificò per la prima volta a livello internazionale.
Ottenendo numerose commissioni durante il periodo bellico, nel 1917 Falck decise di dotare i propri stabilimenti di un approvvigionamento stabile di energia elettrica costruendo anche una centrale termica. Lo stabilimento di Sesto San Giovanni crebbe negli anni '20 con diverse ramificazioni e specializzazioni nella realizzazione di altre filiali: Concordia (laminatoi a caldo per lamiere, bulloneria, tubi saldati), Vittoria (laminatoi a freddo, trafileria) e Vulcano (forni elettrici per la lavorazione della ghisa alimentati a ceneri di pirite). Altri stabilimenti vennero aperti a Zogno e Schilpario.

### Gli ultimi anni
Nel 1931 la società mutò la ragione sociale in "Acciaierie e ferriere lombarde Falck", aggiungendovi il nome del fondatore e conferendole quel carattere "familiare" che consentì a Giorgio Enrico di far partecipare anche i figli Enrico, Giovanni e Bruno nella direzione dell'azienda. Nel 1933 ottenne dal Politecnico di Milano la laurea honoris causa in Ingegneria industriale e nel 1934 venne nominato senatore.
Il 29 settembre 1942, nella sua abitazione, si incontrarono i massimi esponenti politici dell’area cattolica - quali Alcide De Gasperi, Giovanni Gronchi, Achille Grandi, Piero Malvestiti, Giuseppe Brusasca ed altri - su iniziativa del figlio Enrico (a differenza di lui, fervente antifascista). Fu l’inizio di una serie di riunioni clandestine che furono propedeutiche alla fondazione della Democrazia Cristiana. Dopo il 25 luglio 1943, curò a proprie spese la stampa di un milione di copie dell'opuscolo di Alcide De Gasperi Le idee ricostruttive della Democrazia Cristiana, che, però, non impedì, il 7 agosto 1944, il deferimento con l'accusa di aver sempre supportato, ideologicamente e attivamente, il fascismo e la guerra.
Nell'aprile del 1945 decise, pertanto, di ritirarsi a vita privata, affidando la presidenza della propria società al figlio Enrico. Il 30 ottobre 1945 la richiesta di decadenza dalla sua carica di senatore fu rigettata, ma comunque essa cessò, formalmente, con la soppressione del Senato del Regno.
Morì a Sanremo, il 12 gennaio 1947.

## Archivio
La documentazione prodotta da Giorgio Enrico Falck nel corso della propria attività imprenditoriale si conserva presso l'archivio storico-aziendale della milanese Falck spa, nel fondo Falck e consociate (estremi cronologici: 1900-1999). Il grande archivio consta di quattro segmenti documentari ben individuabili:  quello storico; quello gestionale che produce e conserva documentazione che potremmo definire amministrativo-contabile; l'archivio disegni, ben strutturato e molto grande in termini di consistenza; e l'archivio delle consociate.